# R-Esistenza
R-esistenza è il secondo album del rapper torinese Principe, uscito nel 2008 per La Suite Records.

## Tracce
| #  | Titolo                   | Produttore    | Artisti                                             | Durata |
| -- | ------------------------ | ------------- | --------------------------------------------------- | ------ |
| 1  | Dalla A Alla Z Evolution | CubaClub      | DJ Kamo                                             |        |
| 2  | Brucia                   | Rayden        | Red Roots (The Rootscall)                           |        |
| 3  | Microfono Prova          | Bassi Maestro | DJ Double S                                         |        |
| 4  | 10 20 30                 | Rayden        | Raige                                               |        |
| 5  | Spingo Il Rap            | CubaClub      |                                                     |        |
| 6  | È Tutto Falso            | Rayden        | OneMic                                              |        |
| 7  | La Mia Libertà           | Luda          | Stefania                                            |        |
| 8  | Mi Pare                  | Luda          | Libo                                                |        |
| 9  | Non C'è Perdono          | Rayden        | Bassi Maestro, Jack the Smoker, Asher Kuno, Bat One |        |
| 10 | Fuck Club                | Luda          | Orma                                                |        |
| 11 | Guerrieri Del Nonostante | Rayden        | Paolito, Emak                                       |        |
| 12 | Ghenghsta                | Luda          |                                                     |        |
| 13 | P.D.B.                   | Livio         |                                                     |        |
| 14 | 10 20 30 Classic RMX     | DJ Koma       |                                                     |        |
| 15 | Outro                    | DJ Kass       | DJ Kass                                             |        |

## Singoli
| Informazioni                                                                |
| --------------------------------------------------------------------------- |
| "Brucia ft. Red Roots (The Rootscall)" - Uscito il: 28 marzo 2008 - B-side: |